# Robert Hausmann

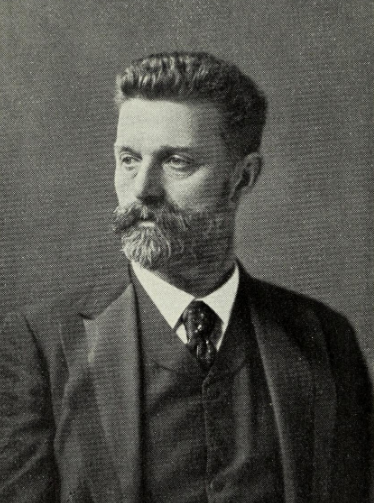
Robert Hausmann

Robert Hausmann (* 13. August 1852 in Rottleberode; † 18. Januar 1909 in Wien) war ein deutscher Cellist und Hochschullehrer.

## Leben und Wirken
Hausmanns Großvater väterlicherseits war Friedrich Ludwig Hausmann (1782–1859), Professor für Mineralogie an der Universität Göttingen. Sein Vater Friedrich Ludolf Hausmann (1810–1880) war ebenfalls Mineraloge.
Hausmann begann bereits 1861 mit seinem Cello-Studium zunächst bei Theodor August Müller in Braunschweig, dem Cellisten des Gebrüder-Müller-Quartetts und wechselte ab 1867 zu dessen Neffen Wilhelm Müller nach Berlin. Anschließend vollendete Hausmann ab 1869 sein Studium als Schüler von Alfredo Piatti in London. Nach seiner Rückkehr im Jahr 1872 erhielt er zunächst ein Engagement im Dresdner Quartett des Grafen Bolko Hochberg, bevor er nach Auflösung dieses Quartetts im Jahr 1876 eine Dozentenstelle als Nachfolger seines ehemaligen Lehrers Wilhelm Müller an der Königlichen Hochschule für Musik in Berlin erhielt. Hier wurde Hausmann 1884 zum Königlichen Professor befördert. Zu seinen zahlreichen Schülern gehörten unter anderem Hugo Dechert, Otto Lüdemann, Philipp Roth und Friedrich Ernst Koch. Zudem wurde Hausmann 1889 von der bekannten Berliner Konzertagentur Hermann Wolff unter Vertrag genommen und in deren Konzertanzeigen als Solocellist bezeichnet, eine Auszeichnung, die 1889 insgesamt nur sieben Cellistinnen und Cellisten zuteilwurde: Neben Hausmann standen Lucy Campbell, Hugo Becker, Heinrich Grünfeld, Julius Klengel, Alwin Schroeder und Adeline Hanf-Metzdorff dort unter Vertrag.

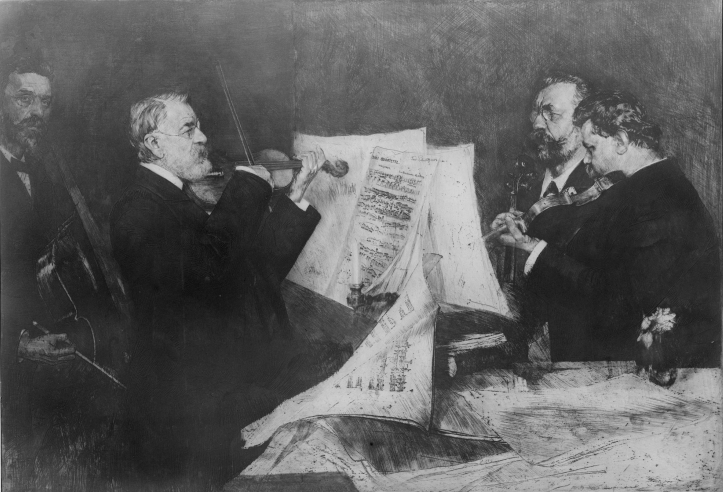
Joachim-Quartett mit (v. l. n. r.): Robert Hausmann, Joseph Joachim, Emanuel Wirth und Carl Halir.

Das Joachim-Quartett im Jahr 1884. Oben: Robert Hausmann, darunter de Ahna und Wirth, unten Joachim

Während seiner Berliner Zeit pflegte Hausmann einen freundschaftlichen Kontakt zu seinem Rektor Joseph Joachim, der ihn ab 1879 als Cellist in das nach ihm bezeichnete „Joachim-Quartett“ berief. Mit diesem Quartett, zu dem außer ihm selbst und Joachim noch Heinrich de Ahna (seit 1897 Carl Halir) und Emanuel Wirth zählten, feierte er nationale und internationale Erfolge und gehörte bis zur Auflösung nach dem Tod Joachims im Jahr 1907 zu dessen ständiger Besetzung.
Auf einer seiner zahlreichen Tourneen durch Europa lernte Hausmann 1885 Johannes Brahms in Wien kennen und schätzen. Dieser wiederum war von Hausmanns musikalischen Fähigkeiten derart überzeugt, dass er ihm die Cello-Sonate Nr. 2 in F-Dur op. 99 widmete und ihm deren Uraufführung am 24. November 1886 in Wien übertrug, ebenso wie die Uraufführung des Doppelkonzerts in a-Moll op. 102 am 18. Oktober 1887 in Köln mit Joseph Joachim (Violine) und mit Brahms als Dirigenten sowie die Aufführung des Klarinetten-Trios in a-Moll op. 114 am 12. Dezember 1891 mit Brahms am Klavier und dem Klarinettisten Richard Mühlfeld. 1892 Aufführung des Konzerts das Klaviertrio d-Moll op. 63 von Robert Schumann mit Joseph Joachim (Violine) und Julie von Asten (Klavier) in Berlin. Auch Max Bruch schrieb bereits zehn Jahre zuvor für Hausmann das Cello-Konzert „Kol Nidrei“ in d-Moll, op. 47, welches dieser sodann im Jahre 1881 ebenfalls uraufgeführt hatte. Darüber hinaus veröffentlichte Hausmann eine eigene Interpretation der Suiten von Johann Sebastian Bach, der beiden Cello-Sonaten op. 45 und op. 58 sowie der „Variations Concertantes“ op. 17 von Felix Mendelssohn Bartholdy und eine auf Cello und Klavier transkribierte Version der Märchenbilder (Fairy Tales) op. 113 von Robert Schumann, im Original für Viola und Klavier geschrieben.

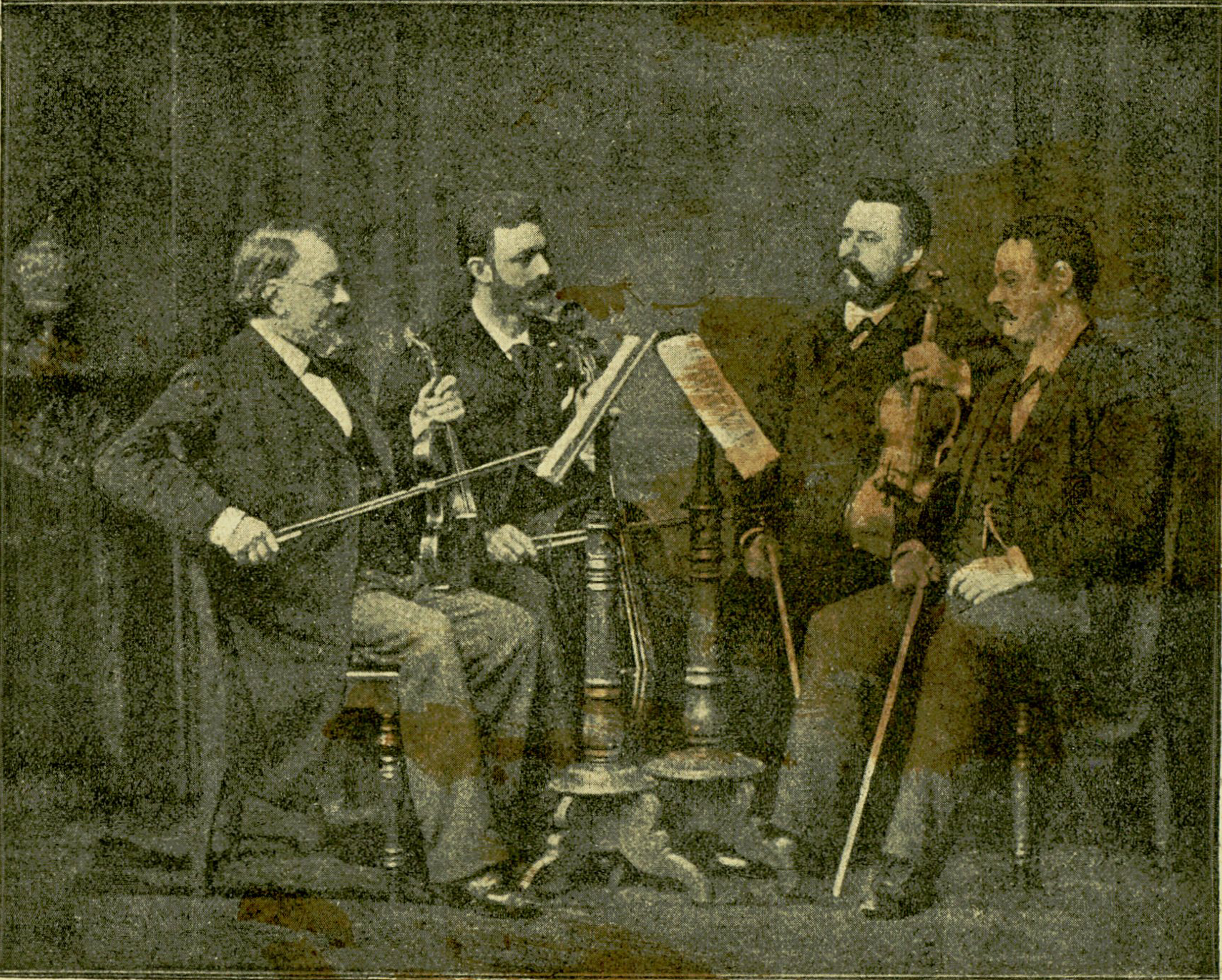
Joachim-Quartett

Hausmann, der bei seinen Auftritten ein ihm von seinem Onkel Georg vermachtes „Stradivari“ bespielte, war als Cellist geachtet für seine klaren und schnörkellosen Interpretationen, für seinen guten Ton und seine technische Perfektion und weniger für virtuose Kunststückchen. In einem Nachruf nach seinem Tod war in Wilhelm Spemanns „Goldenes Buch der Musik“, Berlin und Stuttgart 1909, zu lesen, dass „Hausmann einer der seltenen Künstler sei, bei deren Vorträgen man nie an die Ausführung, sondern immer an die Sache denkt. Sein technisches Können ist kaum geringer als das der großen Virtuosen, aber es ist immer der Musiker, der bei Hausmann in den Vordergrund tritt. Daher hat er sich auch als Solist, als der er in Deutschland und England große Erfolge gehabt hat, stets nur auf den wirklich gehaltvollen Teil der Celloliteratur beschränkt.“
Hausmann war seit 1894 verheiratet mit Helene von Maybach, Tochter des preußischen Handelsministers Albert von Maybach.
Robert und Helene Hausmann wurden auf dem Alten St.-Matthäus-Kirchhof in Berlin-Schöneberg beigesetzt, die Grabstele mit einem Porträtrelief Robert Hausmanns von Adolf von Hildebrand geschmückt (eingeebnet). Erhalten ist auf demselben Friedhof das Grabmal des Schwiegervaters v. Maybach.